# Горње Мрзло Поље Мрежничко
Горње Мрзло Поље Мрежничко је насељено место у саставу града Дуге Ресе у Карловачкој жупанији, Република Хрватска.

## Историја
До територијалне реорганизације у Хрватској налазило се у саставу старе општине Дуга Реса.

## Становништво
На попису становништва 2011. године, Горње Мрзло Поље Мрежничко је имало 617 становника.

## Попис1991.
На попису становништва 1991. године, насељено место Горње Мрзло Поље Мрежничко је имало 702 становника, следећег националног састава:
| Попис 1991.‍  | Попис 1991.‍  | Попис 1991.‍ | Попис 1991.‍ | Попис 1991.‍ |
| ------------ | ------------ | ----------- | ----------- | ----------- |
|              |              |             |             |             |
| Хрвати       | Хрвати       |             | 659         | 93,87%      |
| Срби         | Срби         |             | 20          | 2,84%       |
| Муслимани    | Муслимани    |             | 1           | 0,14%       |
| неопредељени | неопредељени |             | 15          | 2,13%       |
| непознато    | непознато    |             | 7           | 0,99%       |
| укупно: 702  |              |             |             |             |